# Linda Bove
Linda Bove  est une actrice sourde américaine, née le 30 novembre 1945 à Garfield dans le Comté de Bergen, New Jersey aux États-Unis.

## Biographie
Linda est née sourde le 30 novembre 1945 à  Garfield de parents sourds. Enfant, elle fréquente l'école St. Joseph School for the Deaf dans le Bronx, New York, puis la Marie Katzenbach School for the Deaf à Trenton, New Jersey où elle est diplômée en 1963. Elle a également fréquenté l'Université Gallaudet, c'est là où elle a commencé à s’intéresser au théâtre et a participé à plusieurs productions théâtrales.

## Carrière
Vers 1971-1972, Linda Bove fait ses débuts sur Sesame Street en tant que personnage sourde, Linda où des millions d'enfants ont pu découvrir la langue des signes. Elle a aussi réussi à sensibiliser les spectateurs les problèmes que la communauté sourde rencontre, à leur faire découvrir la culture sourde, et à rendre les sourds fiers de leur identité. Son rôle sur Sesame Street a duré de 1971 à 2002, ce qui fait que c'est le plus long rôle qu'un sourd connaît dans l'histoire de la télévision américaine.
Grâce à son rôle sur Search for Tomorrow, elle devient l'une des premières actrices sourdes à devenir régulière dans une série de feuilleton. 
Linda Bove est également apparue dans un épisode de Happy Days comme Allison, la petite amie soude d'Arthur Fonzarelli.

## Vie privée
Linda Bove est mariée à l’acteur sourd Ed Waterstreet, ils se sont rencontrés pendant qu'ils travaillaient ensemble pour la National Theatre of the Deaf.

## Filmographie
| Année | Film                                 | Rôle                             | Notes                                                              |
| ----- | ------------------------------------ | -------------------------------- | ------------------------------------------------------------------ |
| 1971  | Sesame Street                        | Linda la Bibliothécaire          | série, 1971–2003                                                   |
| 1973  | Search for Tomorrow                  | Melissa Hayley Weldon            | série                                                              |
| 1978  | Christmas Eve on Sesame Street       | Linda la Bibliothécaire          | téléfilm                                                           |
| 1979  | A Walking Tour of Sesame Street      | Linda la Bibliothécaire          | téléfilm                                                           |
| 1980  | Happy Days                           | Allison                          | série, un épisode "Allison"                                        |
| 1983  | Don't Eat the Pictures               | Linda la Bibliothécaire          | téléfilm                                                           |
| 1985  | Follow that Bird                     | Linda la Bibliothécaire          | téléfilm                                                           |
| 1986  | Les Enfants du silence               | Marian Loesser                   | film                                                               |
| 1987  | Sign me a Story                      | Elle-même, personnages divers    | vidéo éducative comportant des contes de fées en langue des signes |
| 1989  | Sesame Street: 20 and Still Counting | Elle-même                        | TV Special                                                         |
| 1996  | Somebody to Love                     | Ordinateur                       | voix                                                               |
| 2005  | Friends to the Rescue                | Linda la Bibliothécaire          | vidéo                                                              |
| 2010  | Weeds                                | Agent de protection pour enfants | 3 épisodes                                                         |